# Revoluciones científicas
En epistemología e historia de la ciencia, una revolución científica es el momento en que la producción científica deja de reproducir los esquemas de la denominada ciencia normal y se produce un cambio de paradigma científico.
El término fue acuñado por Thomas Kuhn en su obra La estructura de las revoluciones científicas aunque muy a menudo se restringe su uso a una época histórica en concreto, la Revolución científica de los siglos XVI y XVII, que es el sentido en que lo usó Alexandre Koyré. El concepto kuhniano de revolución científica implica una especial relación entre las condiciones socioeconómicas y el entorno intelectual.

## Grandes revoluciones científicas
Las revoluciones científicas se clasifican en los siguientes :
- Revolución copernicana, en astronomía y física, desde Nicolás Copérnico (De revolutionibus, siglo XVI) hasta Isaac Newton (finales del siglo XVII; la importancia de Newton en la aceptación del nuevo paradigma y su fijación hace que se suela hablar de él como paradigma newtoniano). El filósofo e historiador de la ciencia Alexandre Koyré propuso el término revolución astronómica para este proceso.[1]
  - En el mismo año (1543) en que Copérnico moría y se publicaba póstumamente su libro, también lo hacía el De humani corporis fabrica de Andrés Vesalio, que revolucionó la anatomía. Suele hablarse de revolución científica del siglo XVII para referirse al periodo fundamental que supuso el cambio del concepto de ciencia cualitativa, basada en la lógica silogística por la ciencia cuantitativa basada en la lógica experimental. En ese proceso fue fundamental la renovación del método científico a cargo de personajes como René Descartes, Isaac Newton, Johannes Kepler, Francis Bacon o Galileo Galilei. La nómina podría ser extensa: Christian Huygens, William Gilbert, Otto von Guericke, Francis Hauksbee, Evangelista Torricelli, Blaise Pascal, Robert Hooke, Robert Boyle, William Harvey, Marcelo Malpighi, Regnier de Graaf, Jan Swammerdam o Antoni Leeuwenhoek.[2] La polémica entre empirismo y racionalismo, deducción y razonamiento inductivo y otros debates intelectuales, como el debate de los antiguos y los modernos (superación del principio de autoridad propio de la escolástica), se completan con lo que a finales del siglo XVII se conoce con el nombre de crisis de la conciencia europea (concepto acuñado por el historiador Paul Hazard) que precede a la Ilustración del siglo XVIII.
- Revolución darwiniana, en biología y ciencias de la Tierra, desde Charles Darwin (El origen de las especies, 1859). También suele denominarse revolución evolucionista.
- Revolución einsteniana, en física, desde Albert Einstein (artículos de 1905). También suele denominarse revolución relativista.
- Revolución indeterminista, que no se refiere al indeterminismo filosófico opuesto al determinismo, sino a la indeterminación: la superación de la concepción mecanicista o determinista de la ciencia, sobre todo a partir de las tres famosas construcciones teóricas de los años veinte y treinta del siglo XX debidas a Heisenberg, Schrödinger y Gödel, sobre la indecidibilidad, el principio de incertidumbre, la indiferencia y la imposibilidad de eludir la interferencia del experimentador u observador sobre el hecho experimentado u observado.
  - Incluida en esta, la revolución cuántica se inició en un periodo anterior, a partir de Max Planck (1900, constante de Planck) y Einstein (Un punto de vista heurístico acerca de la creación y transformación de la luz, uno de los famosos artículos de 1905). Esta revolución cuántica no puede denominarse por un solo científico, ni siquiera por un único grupo de ellos, equipo o escuela local, dada la gran cantidad que intervino en el complejo proceso que llevó a lo largo del primer tercio del siglo XX hasta la definición de la mecánica cuántica (Pieter Zeeman, Hendrik A. Lorentz, James Franck, Walther Nernst, Henry Moseley, Peter Debye, Arnold Sommerfeld, Arthur Holly Compton, Hendrik Kramers, Wolfgang Pauli, Louis de Broglie, George Uhlenbeck, Samuel Goudsmit, Paul Dirac, John von Neumann, etc.); entre los que Heisenberg, Max Born, David Hilbert, Felix Klein, Pascual Jordan y Niels Bohr desarrollaron la llamada mecánica cuántica matricial y Schrödinger la mecánica cuántica ondulatoria (1926 Cuantización como un problema de valores propios).[3]

## Otros cambios de paradigma entre la ciencia clásica y la ciencia moderna
- En medicina y fisiología la revisión de la anatomía de Aristóteles y las teorías de Hipócrates y Galeno (teoría de los humores); por autores de los siglos XVI y XVII: Andrea Vesalio, Miguel Servet y William Harvey (De motu cordis, 1628, donde propone su teoría de la circulación de la sangre).
- Superación de las matemáticas griegas clásicas de Pitágoras, Tales de Mileto, Euclides y Arquímedes; a partir del siglo XVII (Descartes, Pascal, Leibniz-Newton, cálculo infinitesimal) y del siglo XVIII (Euler, Gauss, geometría no euclidiana).

## Otras denominaciones
Sin que representen cambios menos importantes, otros cambios de paradigma restringidos a una ciencia en concreto, son también denominados habitualmente "revoluciones" y a veces denominados por el científico que los protagoniza:
- Revolución lavoiseriana o revolución química, por el químico Antoine Lavoisier.[4]
- Revolución lyelliana, por el geólogo Charles Lyell.[5]
- Revolución maxwelliana, por el físico James Clerk Maxwell.[6]
- Revolución mendeliana o revolución genética, en genética, desde Gregor Mendel (1865, Experimentos sobre la hibridación de plantas), aunque no fue recibido por la comunidad científica hasta principios del siglo XX (1900, Hugo de Vries, Carl Correns y Erich von Tschermak; 1902, William Bateson Principios de herencia de Mendel; investigaciones posteriores de Archibald Edward Garrod y Thomas Hunt Morgan)[7]
  - Revolución bioquímica se suele aplicar a los descubrimientos que llevaron al desciframiento del código genético y el ADN (James D. Watson, Francis Crick y un largo etcétera, en que se incluye al español Severo Ochoa).
  - Revolución genómica se suele aplicar a la biotecnología procedente de la investigaciones en torno al genoma (1990-2003, Proyecto Genoma Humano).
- Revolución wegeneriana, en geología, desde que Alfred Wegener propone la teoría de la deriva continental en 1912, y hasta el año Geofísico Internacional de 1957.